# Larchetkarspitze
De Larchetkarspitze is een 2541 meter hoge berg in de hoofdketen van het Karwendelgebergte in de Oostenrijkse deelstaat Tirol. De berg ligt tussen de toppen van de Pleisenspitze en de Große Riedlkarspitze. Het is een geliefde berg voor skiërs in de winter en in het voorjaar. De top is, net als de Pleisenspitze, bereikbaar vanaf de Pleisenhütte. De bergflank heeft een helling van 40° en de weg naar de top is met touwen verzekerd.